# Bulnesia arborea
Espèce
Classification phylogénétique
Bulnesia arborea est une espèce de plantes à fleurs de la famille des Zygophyllaceae. Le nom vernaculaire qui lui est donnée en anglais « Maracaibo lignum vitae » ou dans sa traduction française gaïac de Maracaibo la désigne comme espèce représentative de la région de Maracaibo au Venezuela dont elle est endémique avec la Colombie.

## Utilisation
Avec le Gumbo limbo, cette espèce est utilisée comme arbre d'alignement à Miami pour remplacer les palmiers afin de lutter contre le réchauffement climatique. En effet, ces espèces produisent beaucoup plus d'ombre et absorbent beaucoup plus de CO2 que les palmiers plantés habituellement jusque là.